# بوليي بيجيلا
بوليي بيجيلا (بالسيريلية Поље Бијела) هي قرية في البوسنة والهرسك. وهي تقع في بلدية كونييتش التابعة لكانتون الهرسك-نيريتفا في اتحاد البوسنة والهرسك. طبقا لنتائج تعداد البوسنة عام 2013 فقد كان عدد سكانها 1,451 نسمة.

## التركيبة السكانية

### التطور التاريخي للسكان
| 1961 | 1971 | 1981 | 1991 | 2013 |
| ---- | ---- | ---- | ---- | ---- |
| 275  | -    | 1078 | 1834 | 1451 |

## وصلات خارجية
- Maplandia (بالإنجليزية)